# Andonectes septentrionalis
Andonectes septentrionalis is een keversoort uit de familie waterroofkevers (Dytiscidae). De wetenschappelijke naam van de soort is voor het eerst geldig gepubliceerd in 2002 door García.